# Jorge Almirón
Jorge Francisco Almirón Quintana (San Miguel, Buenos Aires, 19 de junio de 1971) es un exfutbolista y entrenador argentino. Actualmente se encuentra sin club.
Con tres títulos, es el entrenador con más éxito en la historia del Club Atlético Lanús. Con el conjunto granate, también salió subcampeón de la Copa Libertadores 2017. En 2018, si bien no pudo conseguir festejos, lograría el subtítulo del Torneo Apertura 2018 dirigiendo a Atlético Nacional.

## Trayectoria

### Como jugador
Comenzó su carrera profesional en 1991 con el club de su ciudad natal San Miguel en la tercera categoría del fútbol argentino. En 1994 fichó por el Santiago Wanderers en el país vecino Chile y en 1995 ganó el campeonato de la Segunda División, lo que posibilitó el ascenso a la Primera División
Desde el año 1997 hasta el final de su carrera como jugador en la temporada 2008-09, Almirón jugó exclusivamente en México, donde fue contratado por el Atlas en sus primeros dos años y medio. Para la segunda mitad de la temporada 1999-00 se mudó al Monarcas Morelia y ganó el Torneo de Invierno, al que siguieron dos subcampeonatos en los torneos de la temporada 2002-03.
Tras dos temporadas en la segunda división del Club León, Almirón regresó a la Primera División donde militó en Querétaro en la temporada 2006-07. Luego volvió a jugar en el León y ganó el Clausura 2008, pero fracasó con el equipo en la final de ascenso ante Indios de Ciudad Juárez. En la temporada siguiente, finalizó su carrera profesional con el Dorados de Sinaloa, al que también dirigiría en ese momento.

### Como entrenador

#### Inicios
Luego de finalizar su carrera como futbolista en Dorados de Sinaloa, se haría cargo del primer equipo. Posteriormente, entrenó a los clubes mexicanos de segunda división Veracruz y Correcaminos. Luego, asumiría el puesto de entrenador asistente en su ex club Atlas en octubre de 2012. Más tarde, dirigiría a Defensa y Justicia hasta junio de 2013, donde dejó su cargo para asumir en Tijuana hasta diciembre de 2013.

#### Godoy Cruz
Luego de muchos años en México llegó a la Primera División del fútbol argentino, donde tomo la rienda de Godoy Cruz realizando una excelente campaña, sacando en la cuarta posición al club mendocino con la misma cantidad de puntos que el segundo y clasificando al Tomba a Copa Sudamericana.

#### Independiente
Su gran semestre en Godoy Cruz llamo el interés del recién ascendido Independiente, que tras su paso por la B Nacional 2013-14 buscaba protagonizar la Primera División 2014. El 18 de julio de 2014, sería presentado de manera oficial.
La temporada fue sin dudas de las mejores para Independiente; en la fecha 16 faltando de 3 partidos para el cierre recibía a Lanús otro de los animadores, el resultado fue triunfo por 4-1 para el rojo quedando a 3 puntos del puntero River lo que desató la ilusión. En la fecha 17 su equipo visitó a Boca, terminando así con su sueño de salir campeón al caer por 3-1 y para colmo esa misma noche su clásico rival Racing venció en el Cilindro a River por 1-0 superando al millonario en la punta del torneo por una unidad. A pesar de todo logró meter al Rojo en la Copa Sudamericana.
En mayo de 2015, dejó de ser el entrenador del Rojo luego de una seguidilla de malos resultados que se acentuaron con la caída ante Racing Club por 1-0.

#### Lanús
El 15 de diciembre de 2015, fue oficializado como entrenador de Lanús. En su estadía en el club, ganó tres títulos; En 2016, el Campeonato de Primera División, ganándole la final a San Lorenzo de Almagro. Le ganó la final de la Supercopa Argentina a River Plate y a Racing Club la Copa del Bicentenario de la Independencia. Además, el club llegó a la final de la Copa Libertadores 2017, donde fue derrotado por el club brasileño Grêmio. Unos días más tarde, tras la caída en la instancia definitoria, presentó su renuncia.

#### Atlético Nacional
En diciembre de 2017, fue anunciado como entrenador del equipo colombiano Atlético Nacional. Bajo su dirección técnica, Nacional llegó a la final del Torneo Apertura, donde cayó ante Deportes Tolima por penales. En agosto de 2018, luego de ocho meses en el cargo, dejó su puesto tras la eliminación en octavos de final de la Copa Libertadores.

#### San Lorenzo
El 6 de noviembre de 2018, se lo anunció como técnico de San Lorenzo y firmó un contrato de 12 meses. Debutó con un empate ante Vélez Sarsfield y apenas ganaría en una oportunidad en el campeonato local. Su mayor logro sería clasificar al Ciclón a los octavos de final de la Copa Libertadores. Sin embargo, en mayo de 2019, dejó su cargo de común acuerdo con la dirigencia azulgrana.

#### Al-Shabab
En junio de 2019, fue presentado como nuevo entrenador del Al-Shabab de Arabia Saudita. No obstante, en diciembre del mismo año, fue despedido luego de quedar eliminado en la Copa del Rey de Campeones ante el Al-Shoalah de la Primera División Saudí.

#### Elche C. F.
En agosto de 2020 se hizo cargo del banquillo del Elche, recién ascendido a la Primera División de España. Tuvo un buen comienzo de temporada pero tras encabezar muchos partidos sin conocer la victoria, renunció.

#### Lanús
Después de dirigir en España, recae nuevamente en el equipo argentino Lanús. El equipo ganó ocho partidos bajo su mandato y no pudo avanzar en la Copa de la Liga Profesional.
El 7 de julio de 2022 se anunció su salida del club después de la eliminación de la Copa Sudamericana en los octavos de final ante Independiente del Valle.

#### Elche C. F.
El 12 de octubre de 2022, regresó al Elche hasta final de temporada en sustitución de Francisco Rodríguez, siendo su segunda etapa al frente del conjunto ilicitano. El 7 de noviembre de 2022, decidió presentar la renuncia luego de haber dirigido solamente cinco encuentros (2 empates y 3 derrotas).

#### Boca Juniors
El 10 de abril de 2023, fue confirmado y presentado como nuevo director técnico de Boca Juniors.Su mayor logro en todo su paso por el Xeneize fue haberlo llevado a la final de la Copa Libertadores, donde terminaría perdiendo ante Fluminense por 2-1 en la prórroga. Tras esto, sumado a sus paupérrimas campañas tanto en el Campeonato de Primera División como en la Copa de la Liga Profesional, presentó su renuncia el 5 de noviembre del mismo año.

#### Colo-Colo
El 4 de enero de 2024, fue oficializado como entrenador del Colo-Colo y firmó un contrato hasta diciembre de 2025.

## Clubes y estadísticas

### Como jugador
| Club                   | País      | Año       |
| ---------------------- | --------- | --------- |
| San Miguel             | Argentina | 1991-1994 |
| Santiago Wanderers     | Chile     | 1994-1995 |
| Club Deportivo Español | Argentina | 1996-1997 |
| Atlas de Guadalajara   | México    | 1997-2000 |
| Monarcas Morelia       | México    | 2000-2004 |
| Querétaro              | México    | 2004-2006 |
| Atlante                | México    | 2006-2007 |
| León                   | México    | 2007-2008 |
| Dorados de Sinaloa     | México    | 2008-2009 |

### Como asistente técnico
| Club                 | País   | Año       |
| -------------------- | ------ | --------- |
| Atlas de Guadalajara | México | 2011-2012 |

### Como entrenador
| Equipo                       | Div.                | Temporada           | Liga | Liga | Liga | Liga | Liga |    | Copa | Copa | Copa | Copa |    | Internacional | Internacional | Internacional | Internacional | Internacional |   | Otros | Otros | Otros | Otros |     | Totales     | Totales | Totales | Totales | Totales | Totales | Totales | Totales |
| Equipo                       | Div.                | Temporada           | PD   | G    | E    | P    | Pos. | PD | G    | E    | P    | PD   | G  | E             | P             | Pos.          | PD            | G             | E | P     | PD    | G     | E     | P   | Rendimiento | GF      | GC      | Dif.    |         |         |         |         |
| ---------------------------- | ------------------- | ------------------- | ---- | ---- | ---- | ---- | ---- | -- | ---- | ---- | ---- | ---- | -- | ------------- | ------------- | ------------- | ------------- | ------------- | - | ----- | ----- | ----- | ----- | --- | ----------- | ------- | ------- | ------- | ------- | ------- | ------- | ------- |
| Dorados · México             | 2.ª                 | 2008-A              | 5    | 0    | 2    | 3    | 23.º | -  | -    | -    | -    | -    | -  | -             | —             | -             | -             | -             | - | -     | 5     | 0     | 2     | 3   | 13.33%      | 2       | 5       | -3      |         |         |         |         |
| Dorados · México             | 2.ª                 | 2009-C              | 18   | 8    | 7    | 3    | 1/4  | -  | -    | -    | -    | -    | -  | -             | -             | -             | -             | -             | - | -     | 18    | 8     | 7     | 3   | 57.4%       | 30      | 18      | +12     |         |         |         |         |
| Dorados · México             | Total               | Total               | 23   | 8    | 9    | 6    | -    | -  | -    | -    | -    | -    | -  | -             | -             | -             | -             | -             | - | -     | 23    | 8     | 9     | 6   | 47.82%      | 32      | 23      | +9      |         |         |         |         |
| Defensa y Justicia Argentina | 2.ª                 | 2009-10             | 22   | 8    | 6    | 8    | Inc. | -  | -    | -    | -    | -    | -  | -             | -             | -             | -             | -             | - | -     | 22    | 8     | 6     | 8   | 45.45%      | 31      | 32      | -1      |         |         |         |         |
| Veracruz · México            | 2.ª                 | 2010                | 7    | 2    | 2    | 3    | 15.º | -  | -    | -    | -    | -    | -  | -             | -             | -             | -             | -             | - | -     | 7     | 2     | 2     | 3   | 38.09%      | 9       | 10      | -1      |         |         |         |         |
| Veracruz · México            | Total               | Total               | 7    | 2    | 2    | 3    | -    | -  | -    | -    | -    | -    | -  | -             | -             | -             | -             | -             | - | -     | 7     | 2     | 2     | 3   | 38.09%      | 9       | 10      | -1      |         |         |         |         |
| Correcaminos · México        | 2.ª                 | 2010-A              | 9    | 2    | 3    | 4    | 16.º | -  | -    | -    | -    | -    | -  | -             | -             | -             | -             | -             | - | -     | 9     | 2     | 3     | 4   | 33.33%      | 10      | 12      | -2      |         |         |         |         |
| Correcaminos · México        | 2.ª                 | 2011-C              | 18   | 7    | 4    | 7    | 1/4  | -  | -    | -    | -    | -    | -  | -             | -             | -             | -             | -             | - | -     | 18    | 7     | 4     | 7   | 46.3%       | 26      | 23      | +3      |         |         |         |         |
| Correcaminos · México        | 2.ª                 | 2011-A              | 4    | 0    | 2    | 2    | Inc. | -  | -    | -    | -    | -    | -  | -             | -             | -             | -             | -             | - | -     | 4     | 0     | 2     | 2   | 16.67%      | 5       | 7       | -2      |         |         |         |         |
| Correcaminos · México        | Total               | Total               | 31   | 9    | 9    | 13   | -    | -  | -    | -    | -    | -    | -  | -             | -             | -             | -             | -             | - | -     | 31    | 9     | 9     | 13  | 38.71%      | 41      | 42      | -1      |         |         |         |         |
| Defensa y Justicia Argentina | 2.ª                 | 2012-13             | 27   | 12   | 10   | 5    | 6.º  | 2  | 1    | 0    | 1    | -    | -  | -             | -             | -             | -             | -             | - | -     | 29    | 13    | 10    | 6   | 56.32%      | 35      | 29      | +6      |         |         |         |         |
| Defensa y Justicia Argentina | Total               | Total               | 49   | 20   | 16   | 13   | -    | 2  | 1    | 0    | 1    | -    | -  | -             | -             | -             | -             | -             | - | -     | 51    | 21    | 16    | 14  | 51.64%      | 66      | 61      | +5      |         |         |         |         |
| Tijuana · México             | 1.ª                 | 2013-A              | 17   | 5    | 6    | 6    | 10.º | -  | -    | -    | -    | 4    | 3  | 1             | 0             | Inc.          | -             | -             | - | -     | 21    | 8     | 7     | 6   | 49.21%      | 30      | 25      | +5      |         |         |         |         |
| Tijuana · México             | Total               | Total               | 17   | 5    | 6    | 6    | -    | -  | -    | -    | -    | 4    | 3  | 1             | 0             | -             | -             | -             | - | -     | 21    | 8     | 7     | 6   | 49.21%      | 30      | 25      | +5      |         |         |         |         |
| Godoy Cruz Argentina         | 1.ª                 | 2013-14             | 19   | 9    | 5    | 5    | 4.º  | -  | -    | -    | -    | -    | -  | -             | -             | -             | -             | -             | - | -     | 19    | 9     | 5     | 5   | 56.14%      | 23      | 18      | +5      |         |         |         |         |
| Godoy Cruz Argentina         | Total               | Total               | 19   | 9    | 5    | 5    | -    | -  | -    | -    | -    | -    | -  | -             | -             | -             | -             | -             | - | -     | 19    | 9     | 5     | 5   | 56.14%      | 23      | 18      | +5      |         |         |         |         |
| Independiente Argentina      | 1.ª                 | 2014                | 19   | 10   | 3    | 6    | 4.º  | 2  | 1    | 0    | 1    | -    | -  | -             | -             | -             | -             | -             | - | -     | 21    | 11    | 3     | 7   | 57.14%      | 33      | 31      | +2      |         |         |         |         |
| Independiente Argentina      | 1.ª                 | 2015                | 13   | 3    | 7    | 3    | Inc. | 1  | 0    | 1    | 0    | -    | -  | -             | -             | -             | -             | -             | - | -     | 14    | 3     | 8     | 3   | 40.48%      | 18      | 15      | +3      |         |         |         |         |
| Independiente Argentina      | Total               | Total               | 32   | 13   | 10   | 9    | -    | 3  | 1    | 1    | 1    | -    | -  | -             | -             | -             | -             | -             | - | -     | 35    | 14    | 11    | 10  | 50.48%      | 51      | 46      | +5      |         |         |         |         |
| Lanús Argentina              | 1.ª                 | 2016                | 17   | 13   | 2    | 2    | 1.º  | 4  | 2    | 2    | 0    | 2    | 0  | 0             | 2             | 2.ªF          | 1             | 1             | 0 | 0     | 24    | 16    | 4     | 4   | 72.23%      | 41      | 16      | +25     |         |         |         |         |
| Lanús Argentina              | 1.ª                 | 2016-17             | 30   | 14   | 8    | 8    | 8.º  | 2  | 1    | 0    | 1    | 14   | 7  | 2             | 5             | 2.º           | -             | -             | - | -     | 46    | 22    | 10    | 14  | 55.08%      | 64      | 40      | +24     |         |         |         |         |
| Lanús Argentina              | 1.ª                 | 2017-18             | 11   | 4    | 1    | 6    | Inc. | -  | -    | -    | -    | -    | -  | -             | -             | -             | -             | -             | - | -     | 11    | 4     | 1     | 6   | 39.39%      | 10      | 21      | -11     |         |         |         |         |
| Atlético Nacional · Colombia | 1.ª                 | 2018-A              | 25   | 14   | 7    | 4    | 2.º  | 2  | 2    | 0    | 0    | 8    | 4  | 1             | 3             | 1/8           | 2             | 0             | 1 | 1     | 37    | 20    | 9     | 8   | 62.16%      | 40      | 20      | +20     |         |         |         |         |
| Atlético Nacional · Colombia | 1.ª                 | 2018-F              | 6    | 3    | 2    | 1    | Inc. | -  | -    | -    | -    | -    | -  | -             | -             | -             | -             | -             | - | -     | 6     | 3     | 2     | 1   | 61.11%      | 9       | 5       | +4      |         |         |         |         |
| Atlético Nacional · Colombia | Total               | Total               | 31   | 17   | 9    | 5    | -    | 2  | 2    | 0    | 0    | 8    | 4  | 1             | 3             | -             | 2             | 0             | 1 | 1     | 43    | 23    | 11    | 9   | 62.02%      | 49      | 25      | +24     |         |         |         |         |
| San Lorenzo Argentina        | 1.ª                 | 2018-19             | 15   | 1    | 10   | 4    | Inc. | 4  | 0    | 3    | 1    | 6    | 3  | 1             | 2             | Inc.          | -             | -             | - | -     | 25    | 4     | 14    | 7   | 34.67%      | 14      | 19      | -5      |         |         |         |         |
| San Lorenzo Argentina        | Total               | Total               | 15   | 1    | 10   | 4    | -    | 4  | 0    | 3    | 1    | 6    | 3  | 1             | 2             | -             | -             | -             | - | -     | 25    | 4     | 14    | 7   | 34.67%      | 14      | 19      | -5      |         |         |         |         |
| Al-Shabab Arabia Saudita     | 1.ª                 | 2019-20             | 10   | 4    | 3    | 3    | Inc. | 1  | 0    | 0    | 1    | 4    | 3  | 1             | 0             | Inc.          | -             | -             | - | -     | 16    | 8     | 4     | 4   | 58.33%      | 24      | 13      | +11     |         |         |         |         |
| Al-Shabab Arabia Saudita     | Total               | Total               | 10   | 4    | 3    | 3    | -    | 1  | 0    | 0    | 1    | 4    | 3  | 1             | 0             | -             | -             | -             | - | -     | 16    | 8     | 4     | 4   | 58.33%      | 24      | 13      | +11     |         |         |         |         |
| Elche · España               | 1.ª                 | 2020-21             | 21   | 3    | 9    | 9    | Inc. | 3  | 2    | 0    | 1    | -    | -  | -             | -             | -             | -             | -             | - | -     | 24    | 5     | 9     | 10  | 33.33%      | 22      | 34      | -12     |         |         |         |         |
| Lanús Argentina              | 1.ª                 | 2022                | 6    | 1    | 2    | 3    | Inc. | 15 | 4    | 6    | 5    | 8    | 3  | 3             | 2             | 1/8           | -             | -             | - | -     | 29    | 8     | 11    | 10  | 40.23%      | 34      | 32      | +2      |         |         |         |         |
| Lanús Argentina              | Total               | Total               | 64   | 32   | 13   | 19   | -    | 21 | 7    | 8    | 6    | 24   | 10 | 5             | 9             | -             | 1             | 1             | 0 | 0     | 110   | 50    | 26    | 34  | 53.33%      | 149     | 109     | +40     |         |         |         |         |
| Elche · España               | 1.ª                 | 2022-23             | 5    | 0    | 2    | 3    | Inc. | -  | -    | -    | -    | -    | -  | -             | -             | -             | -             | -             | - | -     | 5     | 0     | 2     | 3   | 13.33%      | 5       | 10      | -5      |         |         |         |         |
| Elche · España               | Total               | Total               | 26   | 3    | 11   | 12   | -    | 3  | 2    | 0    | 1    | -    | -  | -             | -             | -             | -             | -             | - | -     | 29    | 5     | 11    | 13  | 29.88%      | 27      | 44      | -17     |         |         |         |         |
| Boca Juniors Argentina       | 1.ª                 | 2023                | 17   | 9    | 3    | 5    | Inc. | 14 | 4    | 4    | 6    | 12   | 4  | 6             | 2             | 2.º           | -             | -             | - | -     | 43    | 17    | 13    | 13  | 49.61%      | 51      | 39      | +12     |         |         |         |         |
| Boca Juniors Argentina       | Total               | Total               | 17   | 9    | 3    | 5    | -    | 14 | 4    | 4    | 6    | 12   | 4  | 6             | 2             | -             | -             | -             | - | -     | 43    | 17    | 13    | 13  | 49.61%      | 51      | 39      | +12     |         |         |         |         |
| Colo-Colo · Chile            | 1.ª                 | 2024                | 30   | 21   | 4    | 5    | 1.º  | 7  | 3    | 3    | 1    | 14   | 5  | 6             | 3             | 1/4           | 1             | 1             | 0 | 0     | 52    | 30    | 13    | 9   | 66.02%      | 76      | 38      | +38     |         |         |         |         |
| Colo-Colo · Chile            | 1.ª                 | 2025                | 20   | 7    | 6    | 7    | Inc. | 6  | 2    | 2    | 2    | 6    | 1  | 2             | 3             | FG            | 0             | 0             | 0 | 0     | 32    | 10    | 10    | 12  | 41.67%      | 44      | 48      | -4      |         |         |         |         |
| Colo-Colo · Chile            | Total               | Total               | 50   | 28   | 10   | 12   | -    | 13 | 5    | 5    | 3    | 20   | 6  | 8             | 6             | -             | 1             | 1             | 0 | 0     | 84    | 40    | 23    | 21  | 56.75%      | 120     | 86      | +34     |         |         |         |         |
| Total en su carrera          | Total en su carrera | Total en su carrera | 391  | 160  | 116  | 115  | -    | 63 | 22   | 21   | 20   | 78   | 33 | 23            | 22            | -             | 4             | 2             | 1 | 1     | 536   | 217   | 161   | 158 | 50.5%       | 686     | 560     | +126    |         |         |         |         |
| 1. 2. 3. 4.                  |                     |                     |      |      |      |      |      |    |      |      |      |      |    |               |               |               |               |               |   |       |       |       |       |     |             |         |         |         |         |         |         |         |

#### Resumen por competencias
| Competición                               | Partidos | Ganados | Empatados | Perdidos | %      | Resultado        |
| ----------------------------------------- | -------- | ------- | --------- | -------- | ------ | ---------------- |
| Ascenso MX                                | 61       | 19      | 20        | 22       | 42.08% | Cuartos de final |
| Liga MX                                   | 17       | 5       | 6         | 6        | 41.17% | 10.º lugar       |
| Primera B Nacional                        | 49       | 20      | 16        | 13       | 51.7%  | 6.º lugar        |
| Primera División de Argentina             | 147      | 64      | 41        | 42       | 52.84% | Campeón          |
| Copa Argentina                            | 14       | 6       | 5         | 3        | 54.76% | Cuartos de final |
| Copa de la Superliga Argentina            | 4        | 0       | 3         | 1        | 25%    | Octavos de final |
| Copa de la Liga Profesional               | 25       | 6       | 8         | 11       | 34.67% | Fase de grupos   |
| Copa del Bicentenario de la Independencia | 1        | 1       | 0         | 0        | 100%   | Campeón          |
| Supercopa Argentina                       | 1        | 1       | 0         | 0        | 100%   | Campeón          |
| Primera División de España                | 26       | 3       | 11        | 12       | 25.64% | 19.º lugar       |
| Copa del Rey                              | 3        | 2       | 0         | 1        | 66.67% | Tercera ronda    |
| Categoría Primera A                       | 31       | 17      | 9         | 5        | 64.52% | Subcampeón       |
| Copa Colombia                             | 2        | 2       | 0         | 0        | 100%   | Octavos de final |
| Superliga de Colombia                     | 2        | 0       | 1         | 1        | 16.67% | Subcampeón       |
| Liga Profesional Saudí                    | 10       | 4       | 3         | 3        | 50%    | 9.º lugar        |
| Copa del Rey de Campeones                 | 1        | 0       | 0         | 1        | 0%     | Segunda ronda    |
| Primera División de Chile                 | 50       | 28      | 10        | 12       | 62.67% | Campeón          |
| Copa Chile                                | 13       | 5       | 5         | 3        | 51.28% | Semifinales      |
| Supercopa de Chile                        | 1        | 1       | 0         | 0        | 100%   | Campeón          |
| Copa Libertadores                         | 60       | 24      | 18        | 18       | 50%    | Subcampeón       |
| Copa Sudamericana                         | 10       | 3       | 3         | 4        | 40%    | Octavos de final |
| Liga de Campeones de la Concacaf          | 4        | 3       | 1         | 0        | 83.33% | Fase de grupos   |
| Campeonato de Clubes Árabes               | 4        | 3       | 1         | 0        | 83.33% | Segunda ronda    |
| TOTAL                                     | 536      | 217     | 161       | 158      | 50.5%  | 5 Títulos        |

## Palmarés

### Como jugador

#### Títulos nacionales
| Título     | Club               | País   | Año    |
| ---------- | ------------------ | ------ | ------ |
| Primera B  | Santiago Wanderers | Chile  | 1995   |
| Liga MX    | Monarcas Morelia   | México | 2000-I |
| Ascenso MX | Querétaro          | México | 2006-C |

### Como entrenador

#### Títulos nacionales
| Título              | Club      | País      | Año  |
| ------------------- | --------- | --------- | ---- |
| Primera División    | Lanús     | Argentina | 2016 |
| Copa Bicentenario   | Lanús     | Argentina | 2016 |
| Supercopa Argentina | Lanús     | Argentina | 2016 |
| Primera División    | Colo-Colo | Chile     | 2024 |
| Supercopa de Chile  | Colo-Colo | Chile     | 2024 |

Otros logros:
Subcampeón de la Copa Libertadores 2017 y 2023

### Distinciones individuales
| Distinción                                                                       | Año  |
| -------------------------------------------------------------------------------- | ---- |
| Mejor entrenador del fútbol chileno en los Premios América le responde a El País | 2024 |